# Pinus contorta
Pinus contorta és una espècie de conífera de la família Pinaceae, pròpia de l'oest d'Amèrica del Nord.

## Característiques
Segons les condicions ambientals pot ser un arbre o un arbust. Els fascicles de les fulles són aparellades. En Alberta per sobre dels 2.000 m d'altitud hi pot haver d'1 a 5 fulles per fascicle. Al Yukon hi ha poblacions amb tres acícules. Les pinyes fan de 3–7 cm de llarg i sovint necessiten estar exposades a un incendi forestal per alliberar els pinyons, és una espècie piròfila.

## Usos
Els amerindis el feien servir per construir les seves tendes. Pinus contorta s'han fet servir per a fer extenses repoblacions forestals a Noruega i Suècia. És l'emblema de la província del Canadà d'Alberta. Pinus contorta és una espècie invasora a Nova Zelanda.

## Subespècies
Hi ha tres subespècies una d'elles amb dues varietats, els quatre tàxons de vegades s'han tractat com quatre espècies diferents.
- Pinus contorta subsp. contorta – costa de Pacífic d'Alaska a Califòrnia
  - Pinus contorta subsp. contorta var. contorta
  - Pinus contorta subsp. contorta var. bolanderi (sin. P. contorta var. bolanderi) – endèmica del comtat de Mendocino a Califòrnia.)[4]
- Pinus contorta subsp. murrayana (pi de Murray;[5] sin. P. contorta var. murrayana) – Cascades, Sierra Nevada (Nevada) i nord de Baixa Califòrnia.

- Pinus contorta subsp. latifolia (sin. P. contorta var. latifolia) – Muntanyes Rocoses, Yukon a Colorado, Saskatchewan.[6]